# Theon dialogoi
Theon dialogoi (altgriechisch Θεῶν διάλογοι, lateinisch Dialogi deorum, deutsch „Göttergespräche“) ist der Titel einer Sammlung von 26 Dialogen von Lukian von Samosata. In diesen Dialogen treten überwiegend Olympische Gottheiten im Gespräch miteinander, mit anderen Gottheiten oder mit Sterblichen auf. Sie behandeln in satirischer Weise amüsante Episoden der Griechischen Mythologie.
Die Dialogpartner im Überblick (in der Ausgabe von Jacobitz)
1. Prometheus und Zeus
2. Eros und Zeus
3. Zeus und Hermes
4. Zeus und Ganymed
5. Hera und Zeus
6. Hera und Zeus
7. Hephaistos und Apollon
8. Hephaistos und Zeus
9. Poseidon und Hermes
10. Hermes und Helios
11. Aphrodite und Selene
12. Aphrodite und Eros
13. Zeus, Asklepios und Herakles
14. Hermes und Apollon
15. Hermes und Apollon
16. Hera und Leto
17. Apollon und Hermes
18. Hera und Zeus
19. Aphrodite und Eros
20. Zeus, Hermes, Hera, Athene, Aphrodite, Paris
21. Ares und Hermes
22. Pan und Hermes
23. Apollon und Dionysos
24. Hermes und Maia
25. Zeus und Helios
26. Apollon und Hermes

## Ausgaben und Übersetzungen
- Luciani Samosatensis opera. Ex recognitione Caroli Iacobitz, Vol. I. Editio stereotypa. Teubner, Leipzig 1921
- Lukian: Gespräche der Götter und Meergötter, der Toten und der Hetären. In Anlehnung an Christoph Martin Wieland übersetzt und herausgegeben von Otto Seel. Philipp Reclam jun., Stuttgart 1967, ISBN 3-15-001133-7.
- Griechische Götter unter sich. Lukian, Göttergespräche. Eingeleitet, übersetzt und mit interpretierenden Essays versehen von Andreas Bendlin, Fabio Berdozzo, Janet Downie, Heinz-Günther Nesselrath und Adolf Martin Ritter. Hrsg. von Fabio Berdozzo und Heinz-Günther Nesselrath (= SAPERE. Band 33). Mohr Siebeck, Tübingen 2019, ISBN 978-3-16-154961-8 (PDF im Open Access).

Daneben siehe auch die Lukian-Gesamtausgaben unter Lukian von Samosata#Ausgaben und Lukian von Samosata#Übersetzungen.